# Линталь (Франция)
Линта́ль (фр. Linthal) — коммуна на северо-востоке Франции в регионе Гранд-Эст (бывший Эльзас — Шампань — Арденны — Лотарингия), департамент Верхний Рейн, округ Тан — Гебвиллер, кантон Гебвиллер. До марта 2015 года коммуна в составе кантона Гебвиллер административно входила в округ Гебвиллер.
Площадь коммуны — 20,84 км², население — 607 человек (2006) с тенденцией к росту: 646 человек (2012), плотность населения — 31,0 чел/км².

## Население
Численность населения коммуны в 2011 году составляла 639 человек, а в 2012 году — 646 человек.
| 1962 | 1968 | 1975 | 1982 | 1990 | 1999 | 2006 | 2011 | 2012 |
| ---- | ---- | ---- | ---- | ---- | ---- | ---- | ---- | ---- |
| 667  | 640  | 548  | 523  | 512  | 575  | 607  | 639  | 646  |

Динамика населения:

## Экономика
В 2010 году из 420 человек трудоспособного возраста (от 15 до 64 лет) 310 были экономически активными, 110 — неактивными (показатель активности 73,8 %, в 1999 году — 68,5 %). Из 310 активных трудоспособных жителей работали 286 человек (153 мужчины и 133 женщины), 24 числились безработными (12 мужчин и 12 женщин). Среди 110 трудоспособных неактивных граждан 45 были учениками либо студентами, 38 — пенсионерами, а ещё 27 — были неактивны в силу других причин.
На протяжении 2011 года в коммуне числилось 247 облагаемых налогом домохозяйств, в которых проживало 623,5 человека. При этом медиана доходов составила 21522 евро на одного налогоплательщика.

## Достопримечательности (фотогалерея)

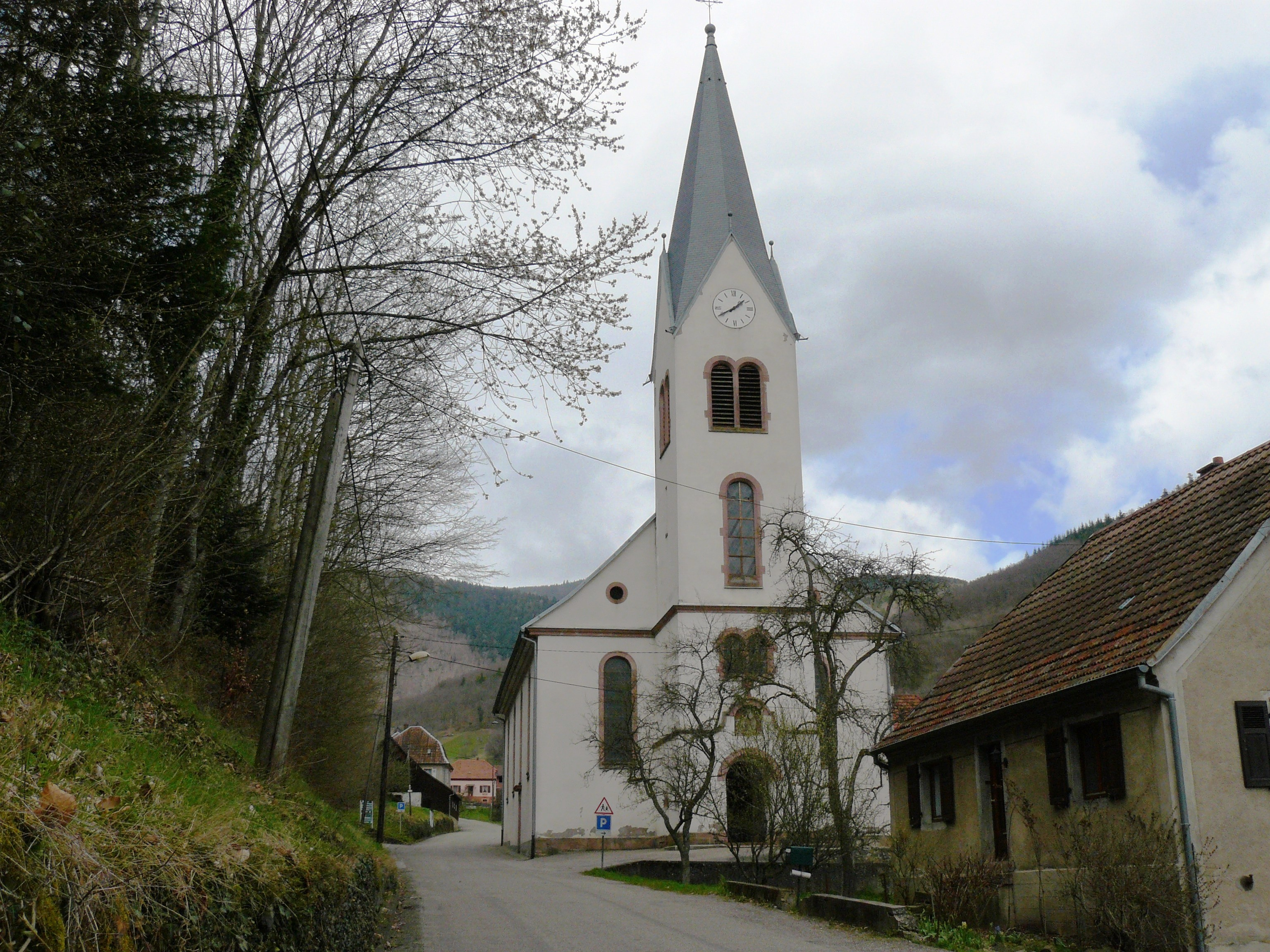
Церковь Святой Марии Магдалины
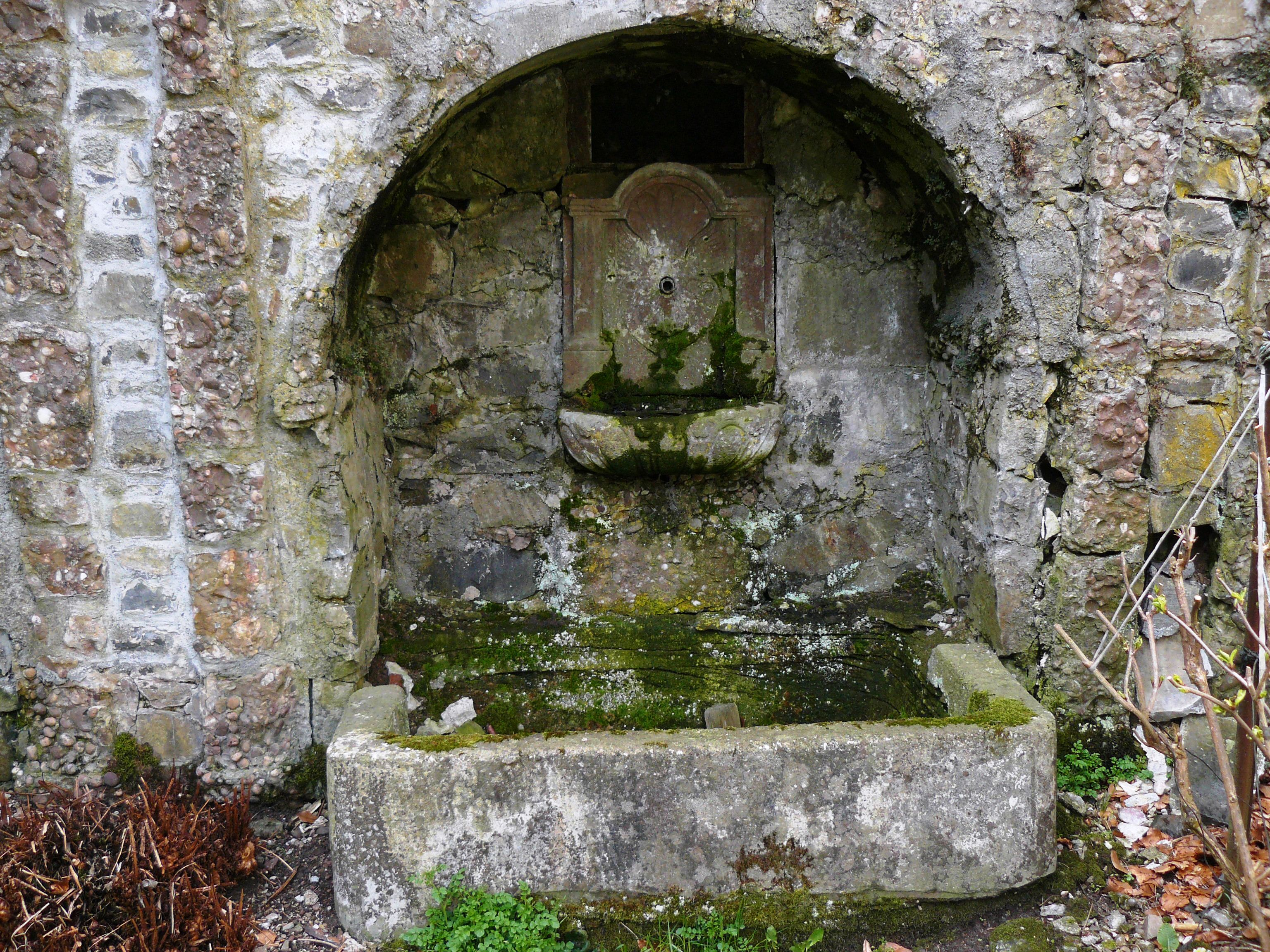
Фонтан (XVIII век)
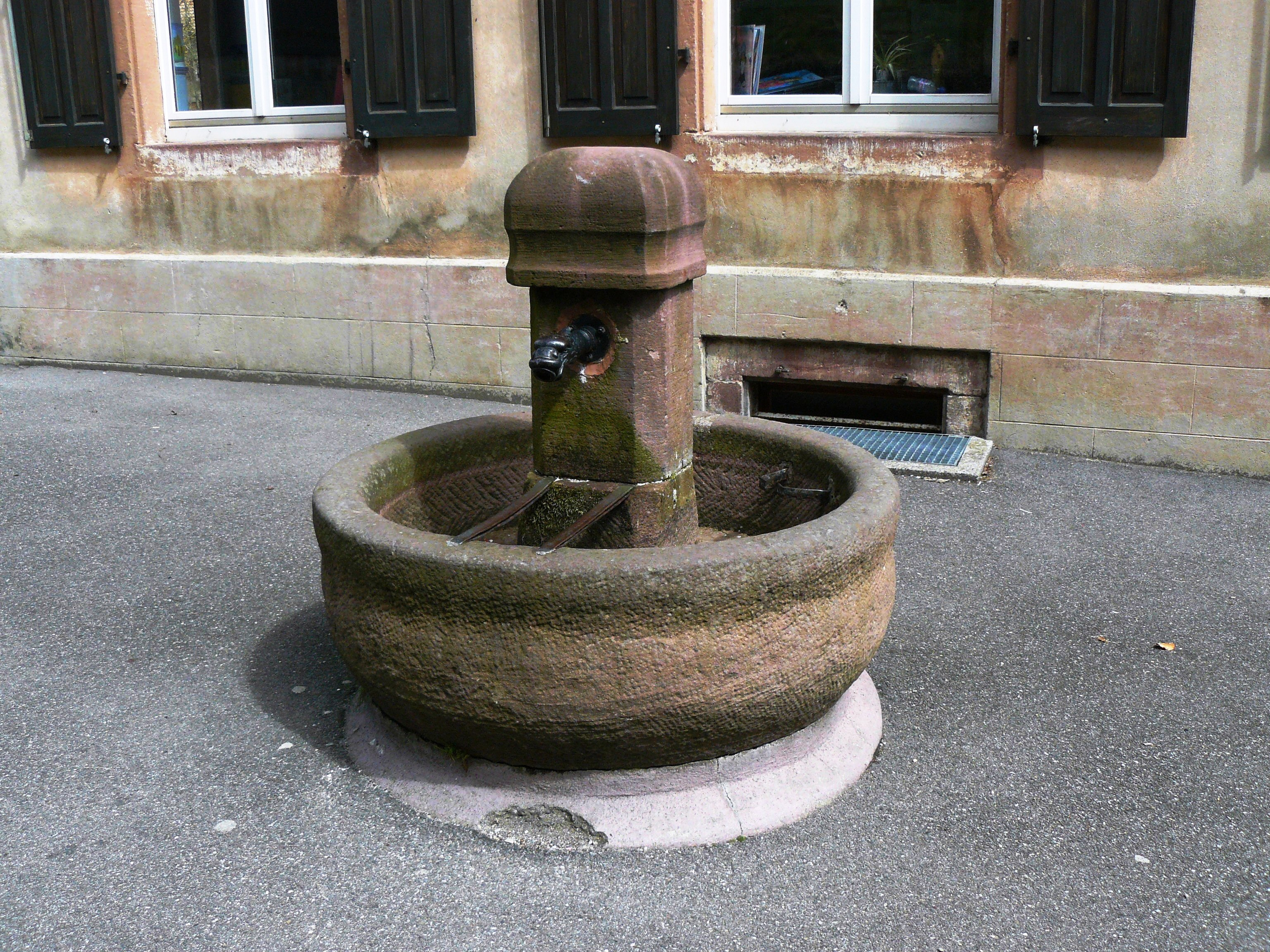
Фонтан (XIX век)
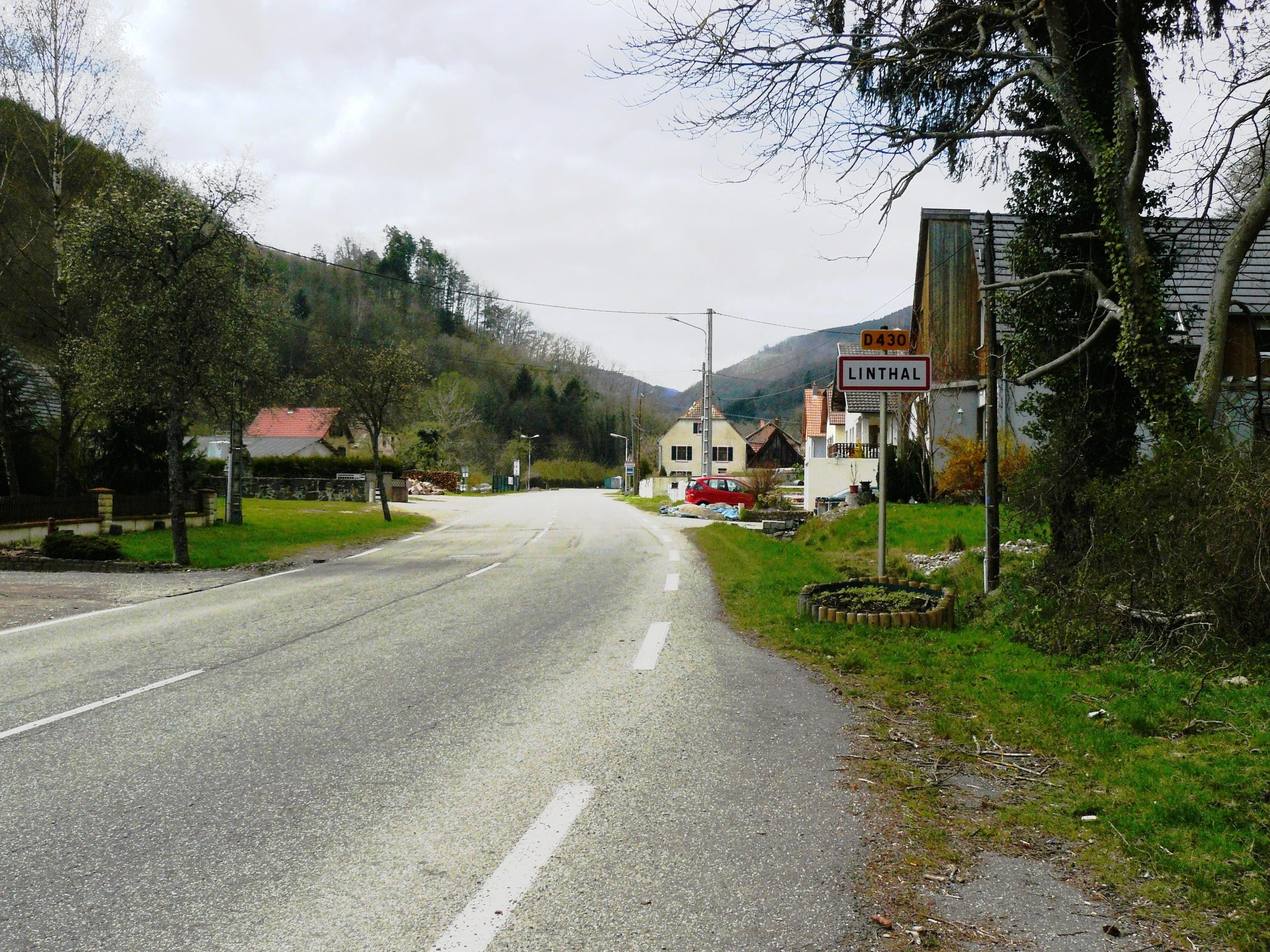
Въезд
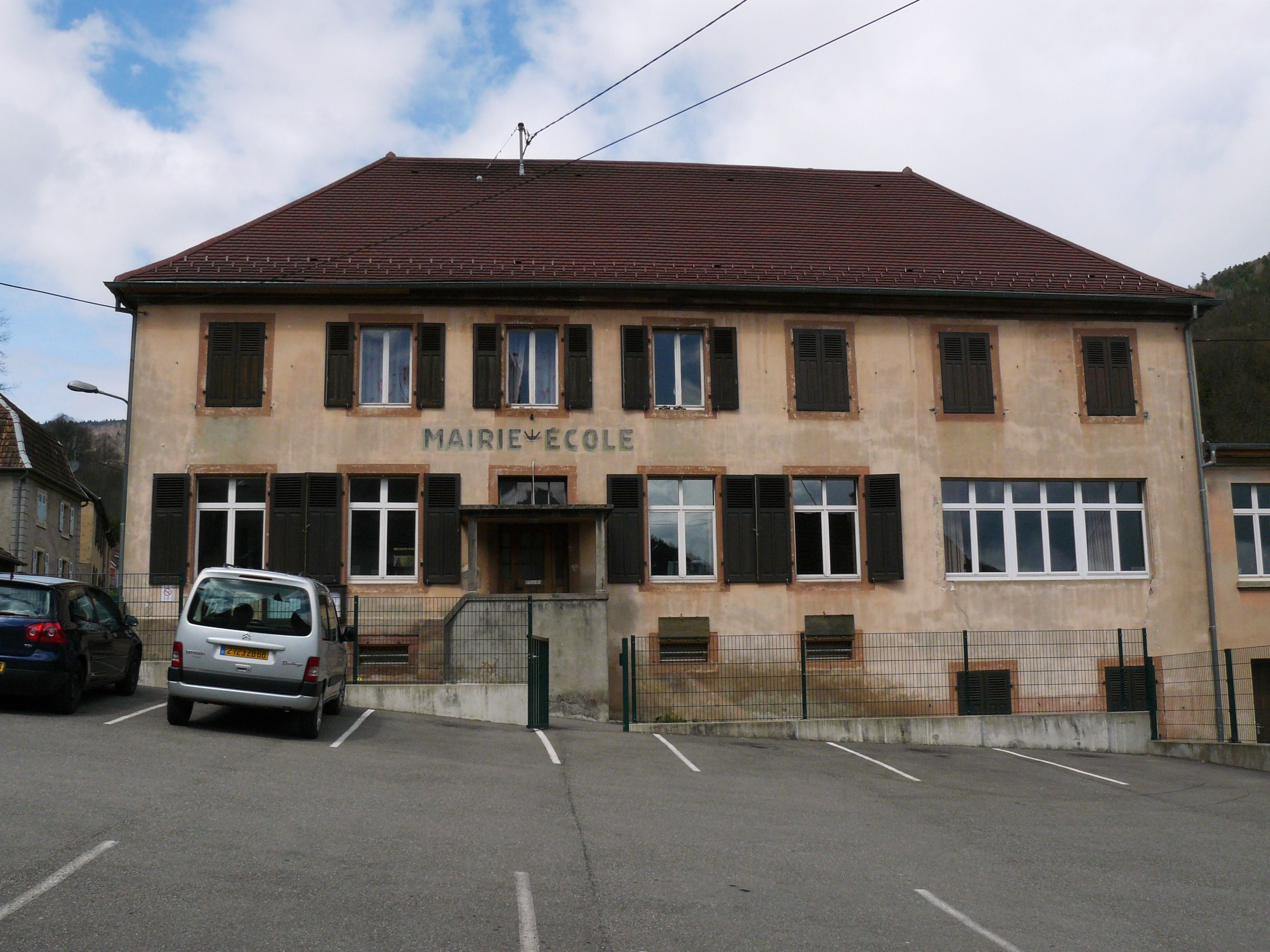
Здание мэрии-школы